# Bakterie nitryfikacyjne
Bakterie nitryfikacyjne – chemolitotroficzne bakterie tlenowe (aeroby obligatoryjne). Uczestniczą w cyklu azotowym utleniając amoniak (zawarty np. w wodzie deszczowej, kurzu, sadzy, ekskrementach ptaków) do kwasu azotawego i azotowego. Z dwutlenku węgla wiązanego w cyklu Calvina bakterie wykorzystują węgiel do budowy węglowodanów i szkieletu białkowego w komórkach (obecność węglanów i innych związków mineralnych wpływa dodatnio na szybkość procesu nitryfikacji). Bakterie te nie przeprowadzają glikolizy oraz cyklu Krebsa. Protony wodoru z procesu utleniania bezpośrednio  biorą udział w łańcuchu oddechowym, natomiast do syntezy NADH2 (do cyklu Calvina) potrzebna jest energia z ATP.

## Grupy fizjologiczne
Wyróżniamy bakterie I i II etapu nitryfikacji:
- nitrozobakteri[1] – bakterie I etapu nitryfikacji (utlenianie jonu amonowego), np. Nitrosococcus oceanus, Nitrosolbus multiformis, Nitrosomonas europaea. Produkowany przez nie kwas azotowy silnie hamuje reakcję utleniania, w której powstaje, jest wydzielany poza komórkę, co wymaga zużycia 30% produkowanej energii.
  - NH+
4 + 1,5O
2 → NO−
2 + H
2O + 2H+
[1]          reakcja zachodzi przy pomocy monooksydazy amonowej, zysk 66 kcal/mol

- nitrobakterie[1] – bakterie II etapu nitryfikacji (utlenianie jonów azotynowych), np. Nitrococcus mobilis, Nitrobacter winogradskyi, Nitrospira marinus. Utlenianie NO2- hamowane przez jon amonowy, tak więc bakterie obu etapów w glebie są od siebie zależne.
  - NO−
2 + 0,5 O
2 → NO−
3[1]          zysk 17 kcal/mol

## Konsekwencje

### Działalności w glebie
Bakterie nitryfikacyjne zwiększają stosunek jonów azotanowych do jonu amonowego w glebie, wpływa to korzystnie na wzrost roślin, gdyż jony azotanowe są łatwiej pobierane przez rośliny. Produkowane kwasy przyspieszają rozpuszczanie minerałów glebowych.  Negatywnym skutkiem są straty azotu spowodowane wymywaniem jonów azotanowych z gleby - nie są one w przeciwieństwie do jonu amonowego sorbowane przez kompleks sorpcyjny.

### Dla zabytków
Biorą one m.in. udział w procesie niszczenia partii przypowierzchniowych budynków oraz kamieni zabytkowych. Powstałe na skutek utlenienia kwasy rozkładają węglan wapnia obecny w budynkach zabytkowych.